# ريكي ألين
ريكي ألين (بالإنجليزية: Ricky Allen)‏ هو مغني أمريكي، ولد في 6 يناير 1935، وتوفي في 29 مايو 2005.

## وصلات خارجية
- ريكي ألين على موقع ميوزك برينز (الإنجليزية)
- ريكي ألين على موقع ديسكوغز (الإنجليزية)